# كارولين تشيشولم
كارولين تشيشولم (الاسم قبل الزواج: كارولين جونز) (30 مايو 1808-25 مارس 1877) ناشطة إنسانية إنجليزية اشتهرت بدعمها لرعاية النساء المهاجرات والأسرة في أستراليا. يُحيى ذكراها في 16 مايو في تقويم القديسين في كنيسة إنجلترا. بدأ طريقها إلى القداسة داخل الكنيسة الكاثوليكية، إذ اعتنقت الكاثوليكية قرب زواجها، وربت أطفالها ككاثوليكيين.

## النشأة
ولدت كارولين جونز عام 1808 في نورثامبتون في إنجلترا، وهي الصغرى بين اثني عشر طفلًا على الأقل لوالدها، والأخيرة من بين سبعة أطفال لأمها. ترمل والدها ويليام جونز ثلاث مرات، وكانت كارولين ابنة سارة، زوجة ويليام الرابعة. عاشت العائلة في مايورهولد 11 في نورثامبتون. كان ويليام جونز، الذي ولد في ووتون في نورثامبتونشاير، تاجر خنازير يسمّن الخنازير الصغيرة بغرض البيع. توفي عام 1814 عندما كانت كارولين في السادسة من عمرها. ترك لزوجته 500 جنيه إسترليني، وترك العديد من الممتلكات لأطفاله الاثني عشر الباقين على قيد الحياة.
تزوجت كارولين في 27 ديسمبر 1830 من أرشيبالد تشيشولم الذي كان يكبرها بعشر سنوات، وكانت تبلغ 22 عامًا آنذاك. كان ضابطًا يخدم في جيش مدراس التابع لشركة الهند الشرقية، وكان كاثوليكيًا رومانيًا. اعتنقت كارولين في ذلك الوقت ديانة زوجها، وربيا أطفالهما ككاثوليكيين. تزوجا في كنيسة القبر المقدس، كنيسة إنجلترا في نورثامبتون. لم يُعترف بالزيجات التي أجراها رجال الدين الكاثوليك الرومانيون حتى قانون الزواج لعام 1836.

## مدراس، الهند
عاد زوج تشيشولم إلى كتيبته في مدراس في يناير 1832، وانضمت إليه هناك بعد 18 شهرًا. أدرك تشيشولم أن الفتيات الصغيرات اللاتي يكبرن مع عائلاتهن في الثكنات كن يتعلمن سلوكيات الجنود السيئة. أسست في عام 1834 مدرسة الصناعة النسائية لبنات الجنود الأوروبيين، والتي قدمت التعليم العملي لهؤلاء الفتيات. تعلمن القراءة والكتابة والدين والطبخ والتدبير المنزلي والتمريض، وقد سارع الجنود للسؤال عن إمكانية انضمام زوجاتهم إلى المدرسة أيضًا.
أنجبت تشيشولم ولدين أثناء إقامتها في الهند، أرشيبالد وويليام. تبعت الأسرة زوجها في مهامه في جميع أنحاء شبه القارة الهندية.

## سيدني
مُنح الكابتن أرشيبالد تشيشولم إجازة لمدة عامين في عام 1838، بسبب اعتلال صحته. قررت الأسرة أن المناخ في أستراليا سيكون أفضل لصحته بدلًا من العودة إلى إنجلترا، لذا أبحروا إلى سيدني، على متن إيميرالد آيل، ووصلوا إلى هناك في أكتوبر 1838. استقرت العائلة في وندسور القريبة.
أدركت تشيشولم وزوجها أثناء رحلتهما إلى سيدني، الظروف الصعبة التي واجهها المهاجرون الذين يصلون إلى المستعمرة. كانا قلقَين بشكل خاص على الشابات اللاتي وصلن دون أي مال أو أصدقاء أو عائلة أو وظائف للعمل بها، واللاتي لجأ الكثير منهن إلى الدعارة من أجل البقاء على قيد الحياة. وجدت تشيشولم مكانًا لهؤلاء الشابات في ملاجئ، مثل ملاجئها، وساعدت في العثور على أماكن دائمة للإقامة لهن. أسست منظمة بمساعدة زوجة الحاكم لتأسيس مأوى للنساء المهاجرات.
عاد الكابتن تشيشولم إلى كتيبته في الهند في عام 1840، لكنه شجع زوجته على مواصلة جهودها الخيرية. أنشأت أول منزل للشابات في سيدني، ونظمت منازل أخرى في العديد من المراكز الريفية. وُسّع المنزل بسرعة لمساعدة العائلات المهاجرة والشباب.
استأجرت تشيشولم مسكنين متلاصقين في شرق ميتلاند، وحولتهما إلى منيزل واحد لاستخدامه نزلًا للمهاجرين المشردين الذين سافروا إلى وادي هانتر بحثًا عن عمل. يُطلق الآن عليه اسم منيزل كارولين تشيشولم، وهو المبنى الوحيد في نيو ساوث ويلز المرتبط بشكل مباشر بتشيشولم. بُني المنيزل في ثلاثينيات القرن التاسع عشر، ويقدم مثالًا نادرًا لمساكن الطبقة العاملة المبكرة في نيو ساوث ويلز.
وظفت تشيشولم خلال السنوات السبع التي قضتها في أستراليا أكثر من 11000 شخص في منازل ووظائف. أصبحت امرأة معروفة ونالت إعجاب الكثير، وطُلب منها الإدلاء بشهادتها أمام لجنتين من لجان المجلس التشريعي. نفذت تشيشولم عملها في نيو ساوث ويلز دون قبول أموال من الأفراد أو المنظمات الفردية، لأنها أرادت العمل بشكل مستقل. لم تُرد أن تعتمد على أي هيئة دينية أو سياسية. كانت الفتيات والعائلات التي ساعدتها تشيشولم من خلفيات مختلفة ومتنوعين بمعتقداتهم الدينية. جمعت الأموال للمنازل من خلال الاشتراكات الخاصة. طُرد زوجها من الجيش وعاد إلى أستراليا في عام 1845.

## إصلاحات الهجرة وجمعية قروض الاستيطان الأسرية
ذهبت تشيشولم وزوجها قبل عودتهما إلى إنجلترا جولةً في نيو ساوث ويلز على نفقتهما الخاصة، وجمعا أكثر من 600 إفادة من المهاجرين الذين استقروا هناك. اعتقدت تشيشولم أن الطريقة الوحيدة لتشجيع الهجرة من إنجلترا إلى أستراليا هي أن يقرأ من ينوي الهجرة رسائل من الرواد الذين عاشوا بالفعل في المستعمرة. نشر الزوجان في إنجلترا بعضًا من تلك التصريحات في كتيب بعنوان الراحة للفقراء-اللحوم ثلاث مرات في اليوم. استخدم الكاتب تشارلز ديكنز بعض العبارات في مجلته الجديدة «كلمات منزلية». وُلدت ابنة تشيشولم، كارولين أغنيس في عام 1848، أثناء فترة وجود الزوجين في لندن.
قدمت تشيشولم أدلة أمام لجنتين من لجان مجلس اللوردات وحصلت على الدعم لبعض مبادراتها. أيدت اللجنة توفير حرية السفر إلى أستراليا لزوجات المدانين السابقين وأطفالهم، وللأطفال الذين تركهم المهاجرون في إنجلترا لأسباب ملحة.
أسست تشيشولم في عام 1849- وبدعم من اللورد شافتسبري والسير سيدني هربرت وويندهام هاردينج- جمعية قروض الاستيطان الأسرية من منزلها في تشارلتون كريسنت في إيسلينجتون. هدفت الجمعية إلى دعم الهجرة عن طريق إقراض نصف تكلفة الأجرة (على المهاجر توفير النصف الآخر)، وكان من المتوقع أن يسد المهاجر القرض بعد العيش في أستراليا لمدة عامين.
نظمت تشيشولم أيضًا اجتماعات منتظمة في تشارلتون كريسنت لتقديم النصائح العملية للمهاجرين. وجدت الجمعية في البداية سكنًا على متن سفن المهاجرين الخاصة، واستأجرت السفن في وقت لاحق لنقل المهاجرين. أدى إصرار تشيشولم على أن تحسّن سفن الجمعية مساكنها إلى تحديث قوانين الركاب. عاد زوجها أرشيبالد تشيشولم إلى أستراليا في عام 1851، للعمل كوكيل استيطان فخري، لمساعدة المهاجرين الوافدين حديثًا وتحصيل ثمن القروض.
كانت الجمعية بحلول عام 1854 قد ساعدت أكثر من 3000 شخص من أجل الهجرة إلى أستراليا. ألقت تشيشولم محاضرات عن الهجرة في جميع أنحاء بريطانيا، وذهبت أيضًا جولة في فرنسا وإيطاليا. أخذت ابنهما ويليام من كلية الدعاية، حيث كان يدرس ليصبح كاهنًا كاثوليكيًا رومانيًا. حظيت تشيشولم بلقاء مع البابا بيوس التاسع في الفاتيكان، الذي منحها الميدالية البابوية وتمثال نصفي لها.